# Fregaty rakietowe typu 21
Fregaty rakietowe typu 21 – brytyjskie fregaty rakietowe, które zaczęły wchodzić do służby w skład Royal Navy od 1974. Dwa okręty typu zostały zatopione przez argentyńskie lotnictwo podczas wojny o Falklandy-Malwiny. Po wycofaniu ze służby w Royal Navy okręty sprzedano Pakistanowi. Okręty znane są także jako typ Amazon. W Pakistanie sklasyfikowane jako niszczyciele typu Tariq.

## Historia
Prace nad nowymi wielozadaniowymi jednostkami eskortowymi rozpoczęły się w Wielkiej Brytanii w połowie lat 60. XX wieku. Prace nad okrętami zlecono prywatnym stoczniom Vosper Thornycroft i Yarrow. Prace były częściowo finansowane przez Australię, która planowała zamówić pięć okrętów tego typu.
Budowa pierwszej jednostki HMS „Amazon” (F169) rozpoczęła się 6 listopada 1969 w stoczni Vosper Thornycroft. Wodowanie miało miejsce 26 kwietnia 1971, wejście do służby 11 maja 1974. Po wybuchu wojny o Falklandy-Malwiny w ramach 4 Eskadry Fregat, wszystkie okręty typu oprócz „Amazon” skierowano w rejon działań wojennych. W wyniku walk argentyńskie lotnictwo zatopiło dwa okręty: „Antelope” i „Ardent”. Pozostałe okręty w latach 1993 – 1994 zostały sprzedane Pakistanowi, gdzie zostały poddane modernizacji.

## Zbudowane okręty
- Amazon (F169) – rozpoczęcie budowy 6 listopada 1969, wodowanie 26 kwietnia 1971, wejście do służby 11 maja 1974
- Antelope (F170) – rozpoczęcie budowy 21 marca 1971, wodowanie 16 marca 1972, wejście do służby 19 lipca 1975. Zatopiony 23 maja 1982 przez argentyńskie samoloty A-4 Skyhawk
- Active (F171) – rozpoczęcie budowy 23 lipca 1971, wodowanie 23 listopada 1972, wejście do służby 17 czerwca 1977. PNS Shah Jahan (D-186) w służbie pakistańskiej, .
- Ambuscade (F172) – rozpoczęcie budowy 1 września 1971, wodowanie 18 stycznia 1973, wejście do służby 17 czerwca 1977. PNS Tariq (D-181) w służbie pakistańskiej. Wycofany 5 sierpnia 2023, zachowany jako okręt muzeum w Glasgow[1].
- Arrow(inne języki) (F173) – rozpoczęcie budowy 28 września 1972, wodowanie 5 lutego 1974, wejście do służby 29 lipca 1977
- Alacrity(inne języki) (F174) – rozpoczęcie budowy 5 marca 1973, wodowanie 18 września 1974, wejście do służby 13 października 1977
- Ardent (F184) – rozpoczęcie budowy 25 lutego 1974, wodowanie 9 maja 1975, wejście do służby 13 października 1977. Zatopiony 21 maja 1982 przez argentyńskie samoloty A-4 Skyhawk
- Avenger (F185) – rozpoczęcie budowy 30 października 1974, wodowanie 20 listopada 1975, wejście do służby 15 kwietnia 1978

## Opis
Konstrukcja nadbudówki w celu obniżenia masy została wykonana z aluminium. Siłownia okrętów w układzie COGOG składała się z czterech turbin gazowych.